# Episteme distincta
Episteme distincta är en fjärilsart som beskrevs av Butler 1875. Episteme distincta ingår i släktet Episteme och familjen nattflyn. Inga underarter finns listade i Catalogue of Life.